# いすゞ・ジェミネット
ジェミネット（GEMINETT）は、かつて鈴木自動車工業（現・スズキ）が製造し、いすゞ自動車が販売していた商用車である。

## 概要
1986年6月に販売を開始したジェミネットは、フローリアンバンが1983年4月に販売終了となって以来、3年2か月ぶりにラインナップに復活した小型のボンネットバンであった。スズキ・カルタスバンのOEM車で、カルタスバンとの相違点はグリルがボディ同色になった点といすゞマークの装着、ブレーキブースターが標準装備となっている点程度であり、ほぼ共通となっている。形式はAA43Z。エンジンは1,000 ccのG10型で4速MTのみの設定。後継となるジェミネットII（3代目スバル・レオーネエステートバンのOEM）が1988年9月に登場するまで販売された。